# Карлссон, Хенрик (шахматист)
Хенрик Карлссон (швед. Henrik Carlsson, 3 ноября 1909 — 1974) — шведский шахматист. Один из сильнейших шахматистов Швеции 1930—1940-х гг. Главное спортивное достижение Карлссона — 3-е место в турнире северных стран 1947 г., имевшем статус зонального турнира претендентского цикла 1948—1950 гг. Он пропустил вперед только Э. Бёка и Г. Штольца (исход турнирной борьбы во многом решили поражения Карлссона в личных встречах с победителями). В составе сборной Швеции Карлссон участвовал в международных матчах и командных турнирах.

## Спортивные результаты
| Год         | Город        | Соревнование                                                              | + | − | = | Результат | Место |
| ----------- | ------------ | ------------------------------------------------------------------------- | - | - | - | --------- | ----- |
| 1935        | Эребру       | Международный турнир                                                      |   |   |   |           | [ 1 ] |
| 1946        |              | Матч по телеграфу Гётеборг — Турку (против Э. Бёка)                       | 0 | 1 | 0 | 0 из 1    |       |
| 1947        | Хельсинки    | Турнир северных стран                                                     | 6 | 2 | 3 | 7½ из 11  | 3     |
| 1948        | Сальтшобаден | Матч Швеция — Норвегия (против Л. Сторма Херсета)                         | 1 | 0 | 1 | 1½ из 2   |       |
|             | Сальтшобаден | Матч Швеция — Дания (6-я доска, против Э. Вернера Нильсена и Ю. Нильсена) | 0 | 1 | 1 | ½ из 2    |       |
|             | Сальтшобаден | Командный турнир северных стран                                           |   |   |   |           |       |
| 1957 / 1958 | Гётеборг     | Международный турнир                                                      | 0 | 4 | 3 | 1½ из 7   | 7—8   |